# 杜鸞
杜鸞（1482年—？），字文祥，陝西西安府商州山陽縣民籍咸寧縣人，明朝政治人物。

## 生平
陝西鄉試第三十四名，正德十六年（1521年）辛巳科進士。授大理寺評事。嘉靖初年在大禮議事件中反對明世宗，被杖午門外，此後因此事被桂萼彈劾除名。

## 家族
曾祖父杜敬；祖父杜謙；父親杜琮。母閻氏。具庆下。

## 延伸阅读
[在维基数据编辑]
 《明史卷二百〇六》，出自《明史》